# Cheez Whiz

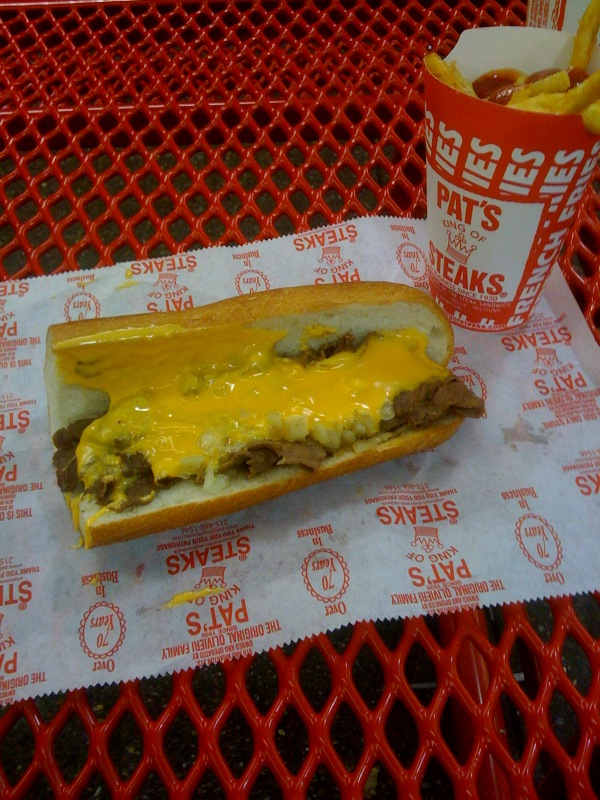
Cheesesteak polany Cheez Whiz

Cheez Whiz – sos lub dip sporządzany z sera topionego wyprodukowanego z sera cheddar, który jest produkowany i dystrybuowany przez firmę Kraft Foods. 
Jego receptura została opracowana przez zespół specjalistów żywieniowych kierowanych przez naukowca Edwina Traismana. Kampanię wprowadzającą Cheez Whiz na rynek rozpoczęto pod koniec 1952, ale faktycznie stał się powszechnie dostępny w kolejnym roku.

## Wygląd
Posiada pomarańczową barwę i jest sprzedawany w szklanych słoikach, których kształt zależy od kraju dystrybucji. Najczęściej spotykane są niskie i cylindryczne, ale bywają również stożkowe, które zwężają się ku podstawie. 
Cheez Whiz jest zaliczany do produktów głęboko przetworzonych, w kategorii wyrobów z sera. Faktycznie zawiera on ser, który podczas procesu produkcyjnego jest wzbogacany środkami emulującymi i stabilizatorami, do których należą m.in. guma ksantanowa i karagen. Jego aromat jest wzmacniany poprzez zastosowanie kwasu cytrynowego i sztucznych aromatów, a pomarańczową barwę uzyskuje się stosując annato.

## Dystrybucja
Kraje sprzedające Cheez Whiz to przede wszystkim Stany Zjednoczone, Kanada, Meksyk, Wenezuela i Filipiny. 

## Zastosowanie
Jest używany jako polewa do popcornu, cheesesteaks, hot dogów i innych produktów spożywczych.
Odmiany Cheez Whiz to:
- Cheez Whiz;
- Cheez Whiz Light;
- Cheez Whiz Tex Mex;
- Salsa Con Queso;
- Cheez Whiz Italia;
- Cheez Whiz Bacon.

W Kanadzie spotyka się również Ritz Cheez Whiz’n’Crackers, zaliczane do tzw. Handi-Snacks.